# Dactylorhiza kelleriana
Dactylorhiza kelleriana là một loài thực vật có hoa trong họ Lan. Loài này được P.F.Hunt mô tả khoa học đầu tiên năm 1971.